# John Rahn
John Rahn (New York, 26 februari 1944) is een Amerikaans componist, muziekpedagoog, muziektheoreticus en fagottist.

## Levensloop
Rahn studeerde aan het Pomona College in Claremont en behaalde aldaar zijn Bachelor of Music. Vervolgens studeerde hij fagot aan de befaamde Juilliard School of Music in New York, waar hij zijn Master of Music behaalde. Hij voltooide zijn studies in compositie en promoveerde in 1974 tot Ph.D. (Philosophiæ Doctor) aan de Princeton-universiteit in Princeton (New Jersey).
Hij werd fagottist in verschillende kamermuziekensembles en orkesten. Later werd hij docent en professor voor muziektheorie en compositie en kritische theorie aan de Universiteit van Washington te Seattle. Aldaar richtte hij een serie Computer Music Seminars op, waar hij van 1983 tot 1991 doceerde. Eveneens richtte hij de Universiteit van Washington School of Music Computer Center (SMCC) op en was van 1988 tot 1990 directeur van deze afdeling.
Sinds januari 2001 is hij uitgever van het magazine Perspectives of New Music. Hij is adviseur van het Journal of Mathematics and Music en bestuurslid van de Society for Mathematics and Computation of music.
In maart 2001 werd hij uitgenodigd om bij de oprichting van de L'Escola Superior de Música de Catalunya (ESMUC) te Barcelona mee te helpen. Ook daar doceerde hij muziektheorie en compositie. In deze tijd hield hij ook voordrachten aan het L'Ircam (Institut de recherche et coordination acoustique/musique) in Parijs.
Zijn composities werden uitgevoerd in Noord-Amerika, Zuid-Amerika en Europa.

## Composities

### Werken voor harmonieorkest
- Deloumenon

### Muziektheater

#### Opera's
| Voltooid in | titel          | aktes | première | libretto |
| ----------- | -------------- | ----- | -------- | -------- |
| 2000        | The New Mother |       |          |          |

### Kamermuziek
- 2005 Greek Bones, voor twee trombones

### Elektronische muziek
- 1986 Kali, voor (Centaur CD CRC 2144) computer
- 1990 Miranda, voor (Centaur CD CRC 2144) computer
- 1991 Dance, voor computer
- 1994-1995 Sea of Souls, symfonie voor computer

## Publicaties
- Basic Atonal Theory, Macmillan Library Reference, 1980. 168 p., ISBN 978-0-028-73160-5
- The Lisp Kernel: A Portable Environment for Musical Composition. Forthcoming in the Proceedings of the First International Workshop on Music and AI (September 15-16, 1988, Sankt Augustin, Germany)
- Computer Music: A View from from Seattle, in: Computer Music Journal 12/3 (Fall 1988): pp. 15-30
- The LISP Kernel: A Portable Software Environment for Composition. in: Computer Music Journal 14/4.
- samen met: Richard Karpen, Craig Weston en Charles Hiestand: Using the LISP Kernel Musical Environment., in: Musicus 1/2 (1990)
- Processing Musical Abstraction: Remarks on LISP, the NeXT, and the Future of Musical Computing., in: Perspectives of New Music 28/1 (Winter 1990)
- Repetition, in: Contemporary Music Review 7 (1993), 55.
- Perspectives on Musical Aesthetics, Norton, W. W. & Company, Inc., 1995. 400 p., ISBN 978-0-393-96508-7
- Music Inside Out: Going Too Far in Musical Essays (Critical Voices in Art, Theory and Culture), Taylor & Francis, Inc., 2000. 232 p. ISBN 978-9-057-01332-4